# Sainte-Rose (Reunión)
Sainte-Rose,  es una comuna francesa situada en el departamento de Reunión, de la región de Reunión. 
El gentilicio francés de sus habitantes es Sainte-Rosiens.

## Situación
La comuna está situada en el este de la isla de Reunión.

## Demografía
| Gráfica de evolución demográfica de Sainte-Rose (Reunión) entre 1961 y 2013 |
|                                                                             |

Fuente: Insee

## Comunas limítrofes
| Noroeste: Saint-Benoît         | Norte: Saint-Benoît y Océano Índico | Noreste: Océano Índico |
| Oeste: Sainte-Rose y Le Tampon |                                     | Este: Océano Índico    |
| Suroeste: Saint-Joseph         | Sur: Saint-Philippe                 | Sureste: Océano Índico |